# 1519

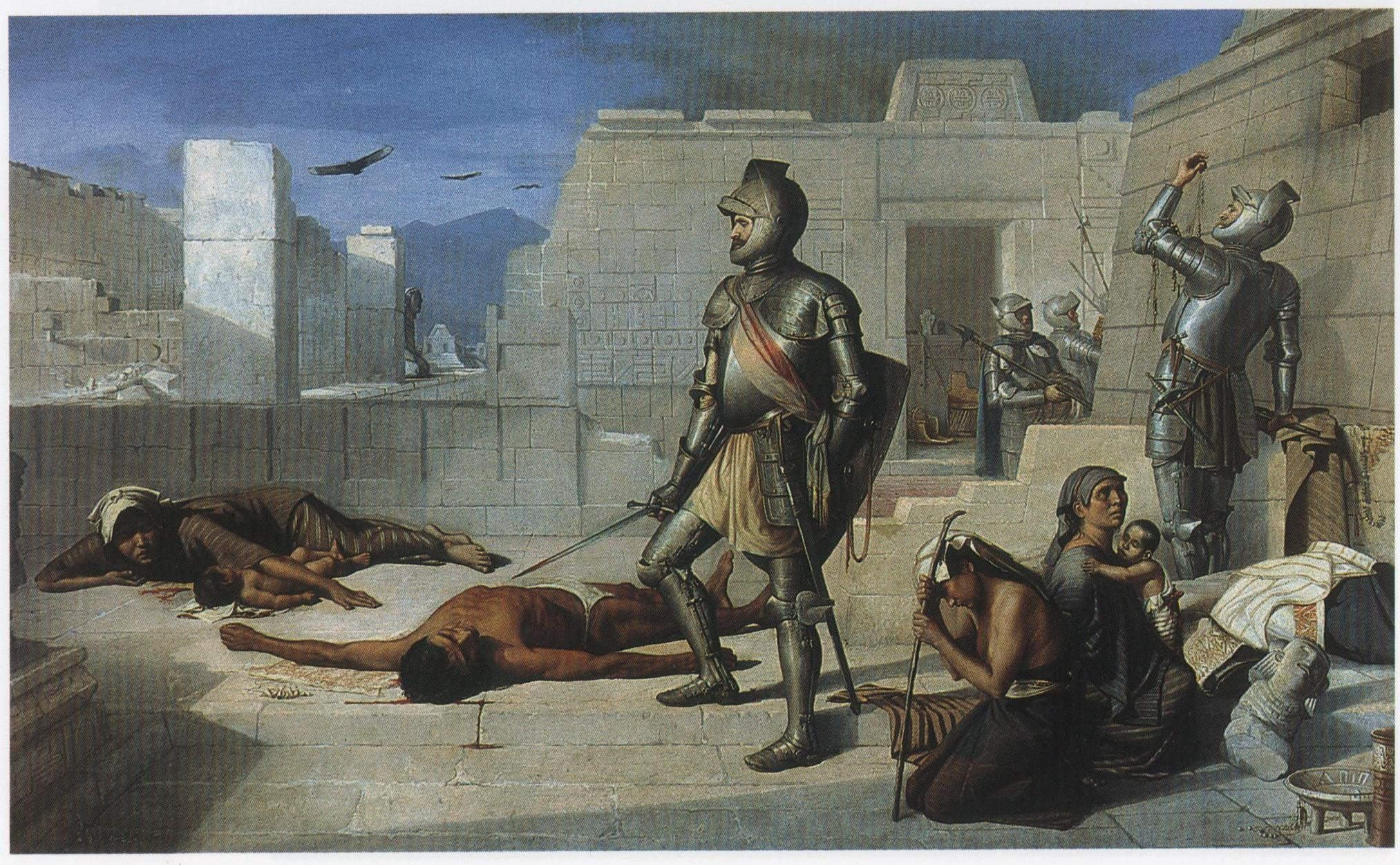
Slachting in Cholula tijdens de opmars naar Tenochtitlán

Het jaar 1519 is het 19e jaar in de 16e eeuw volgens de christelijke jaartelling.

## Gebeurtenissen
januari
- 21 - Vasco Nuñez de Balboa, Spaanse conquistador, wordt op beschuldiging van hoogverraad onthoofd

februari
- 18 - Hernán Cortés vertrekt vanaf Cuba richting Mexico.

april
- 22 - Hernán Cortés landt bij Veracruz.

juni
- 17 - Huwelijk van Germaine van Foix en Johan van Brandenburg-Ansbach
- 28 Karel V wordt in Frankfurt gekozen tot Rooms koning.

juli
- 16 - Godsdienstgesprek te Leipzig: In een discussie met Johannes Eck wijst Maarten Luther de onfeilbaarheid van paus en concilies af, en stelt dat slechts de Schrift absoluut betrouwbaar is.

augustus
- 15 - Pedro Arias Dávila sticht Panama.
- augustus - Hernán Cortés trekt vanuit het door hem gestichte Veracruz het binnenland van Mexico in.

september
- 7 - Huwelijk van Otto van Solms-Braunfels en Anna van Mecklenburg-Schwerin.
- 20 - De Portugese zeevaarder Ferdinand Magellaan verlaat de Spaanse haven Sanlucar de Barrameda met vijf schepen, de Trinidad, de San Antonio, de Concepción, de Victoria en de Santiago, op zoek naar een zuidwestelijke route naar Indië.

november
- 8 - Hernán Cortés bereikt de Azteekse hoofdstad Tenochtitlán.

zonder datum
- Begin van de Hildesheimse Stiftsoorlog.
- Babur valt voor de eerste keer Hindoestan binnen.
- Alonso Álvarez de Pineda verkent de noordkust van de Golf van Mexico.

## Beeldende kunst

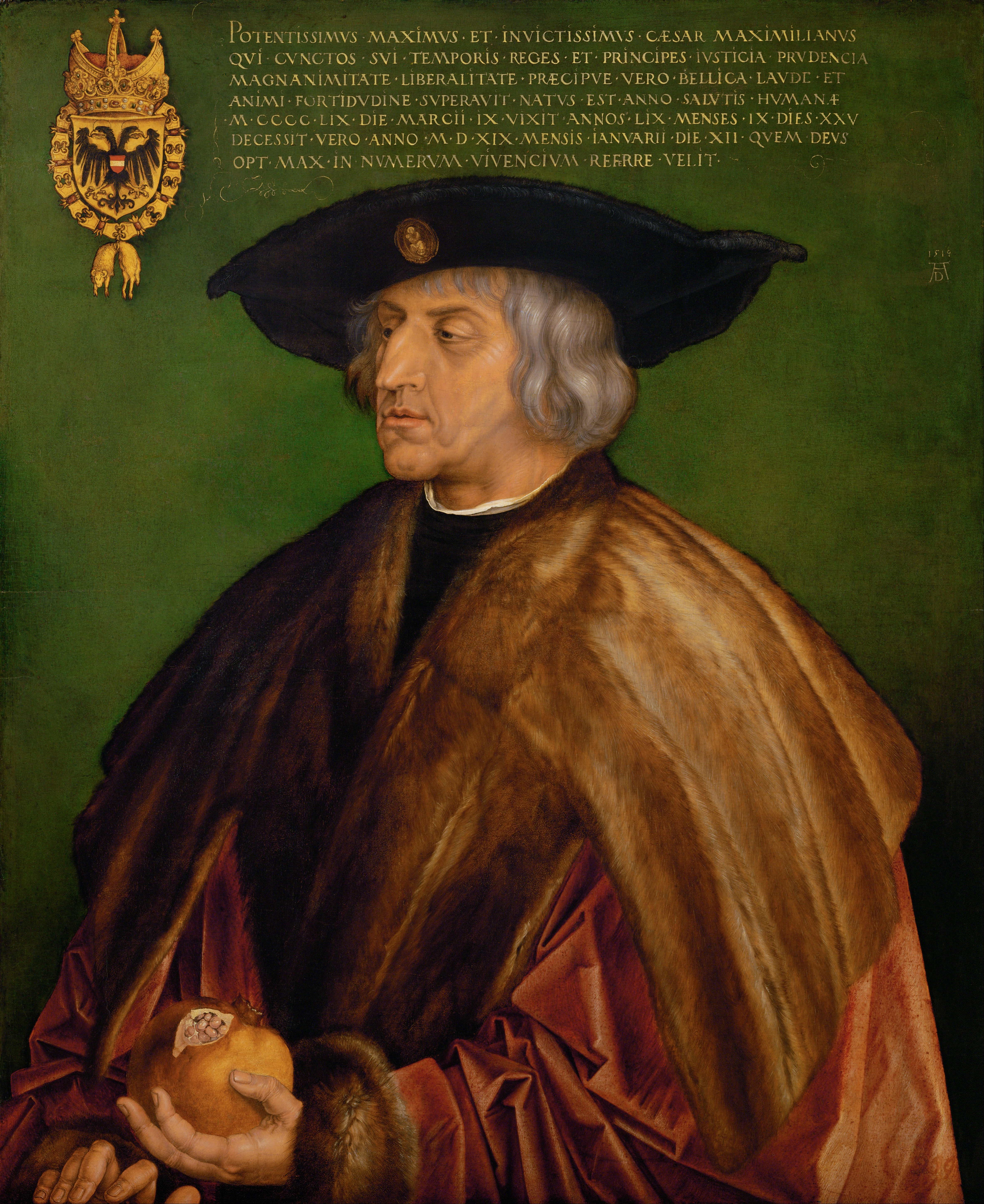
Albrecht Dürer: Portret van keizer Maximiliaan I
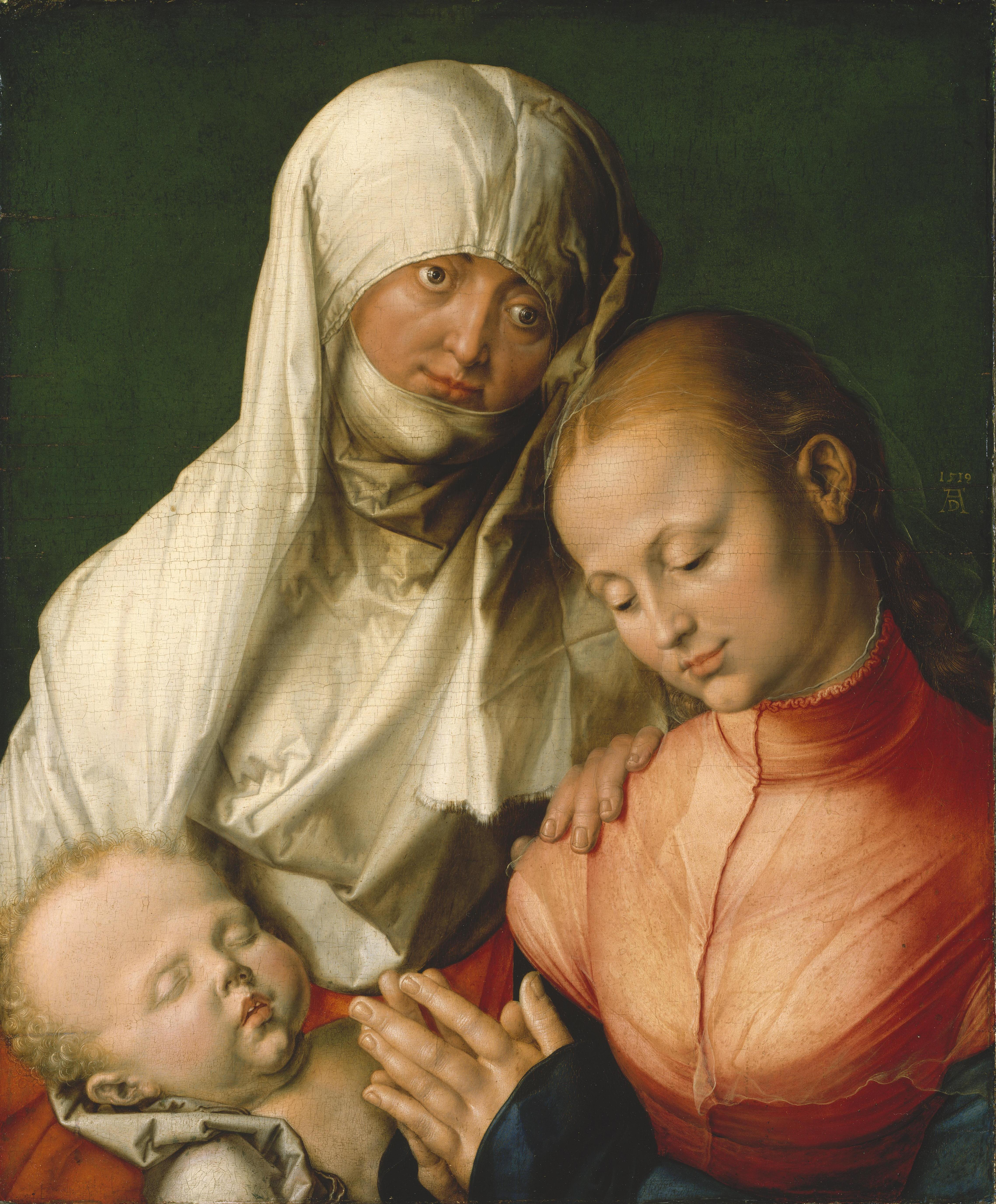
Albrecht Dürer: Madonna met kind en Sint Anna
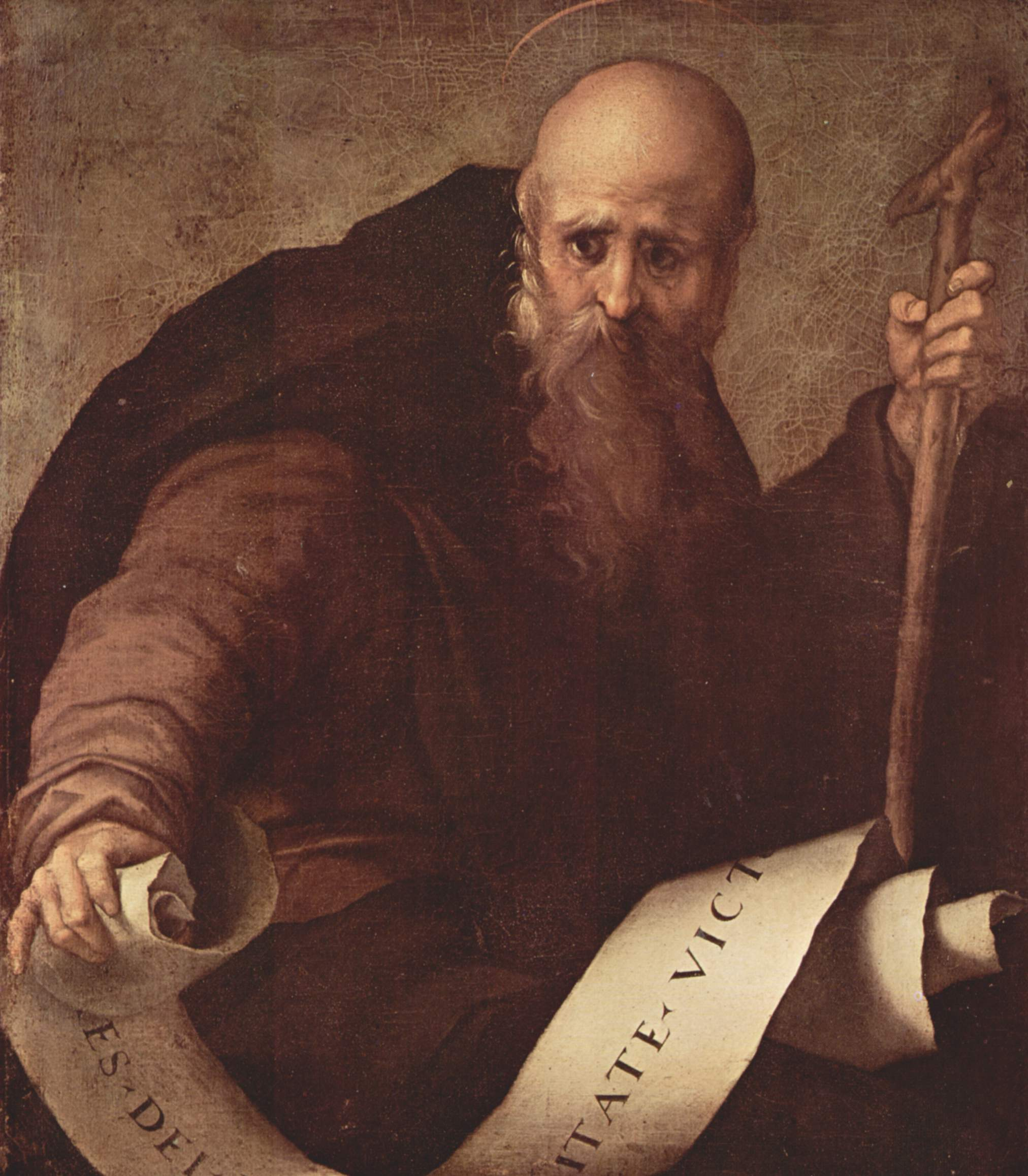
Jacopo Pontormo: Sint Anthonius Abt
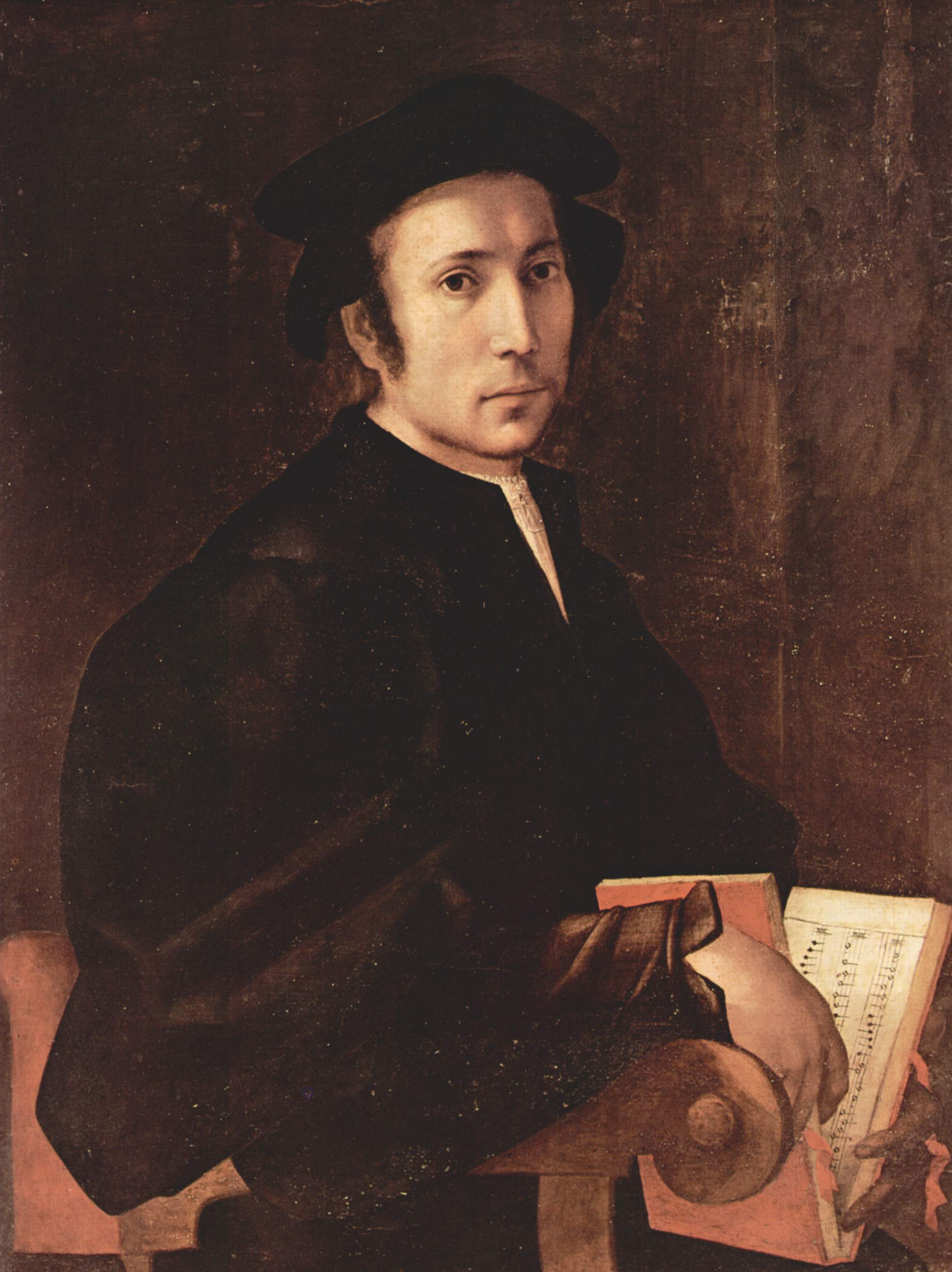
Jacopo Pontormo: Portret van een musicus
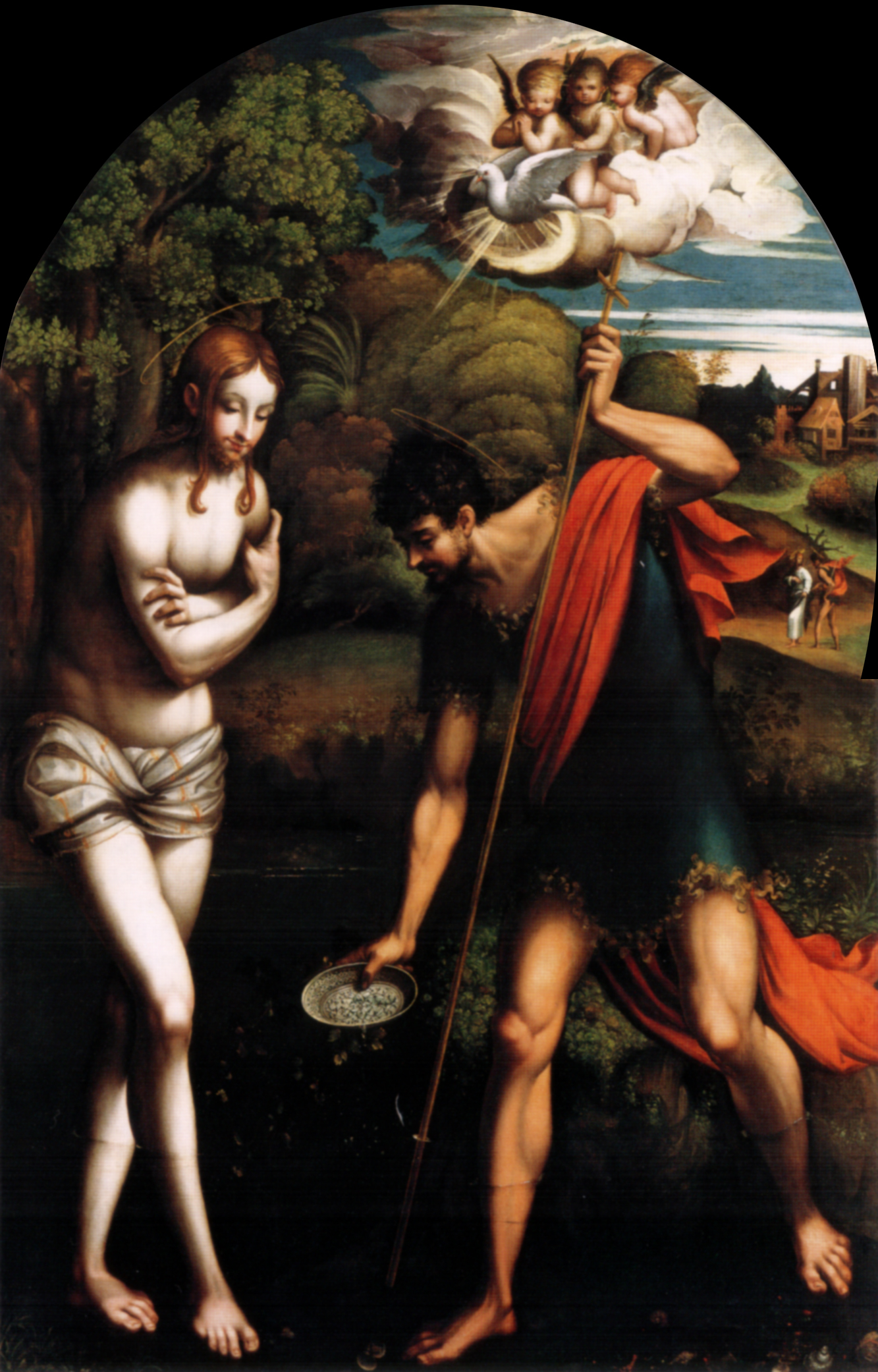
Parmigianino: De doop van Christus
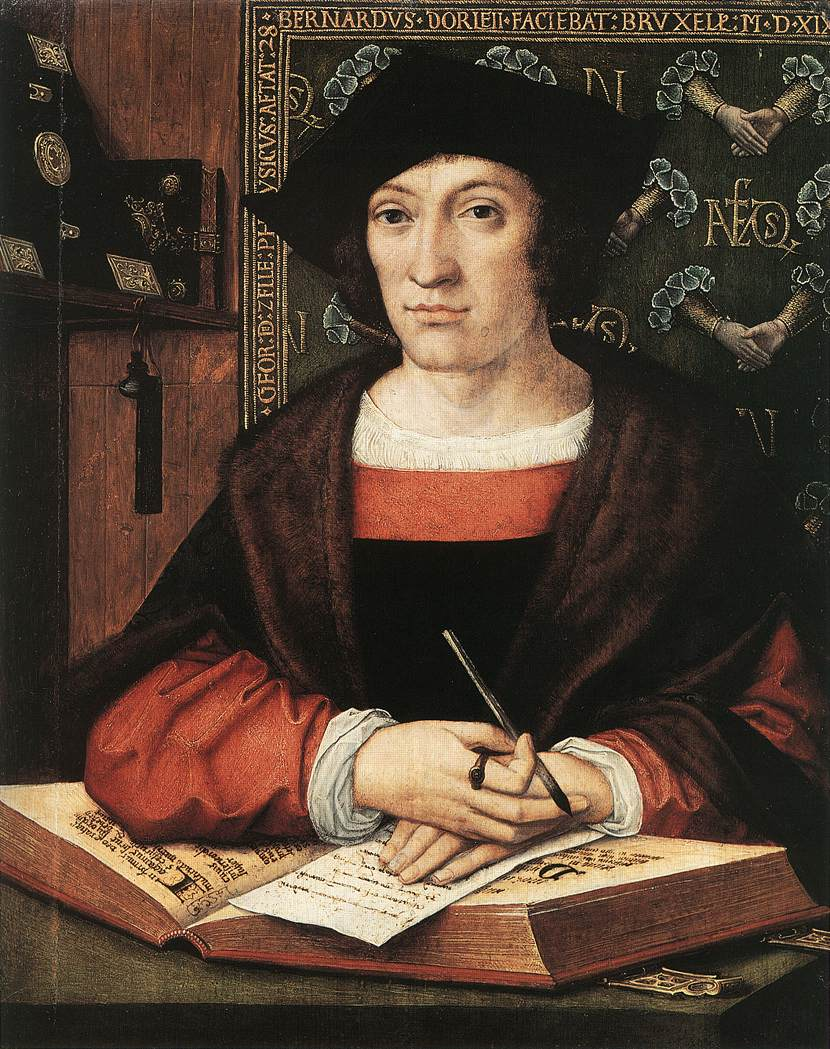
Bernard van Orley: Portret van de geneesheer Joris van Zelle

## Opvolging
- Duitsland en Oostenrijk - Maximiliaan I opgevolgd door zijn kleinzoon Karel V
- Florence - Lorenzo II de' Medici opgevolgd door Giulio de' Medici
- Ligny en Brienne - Anton I van Ligny opgevolgd door zijn zoon Karel I van Ligny
- Mantua - Francesco II Gonzaga opgevolgd door zijn zoon Frederik II Gonzaga

## Afbeeldingen

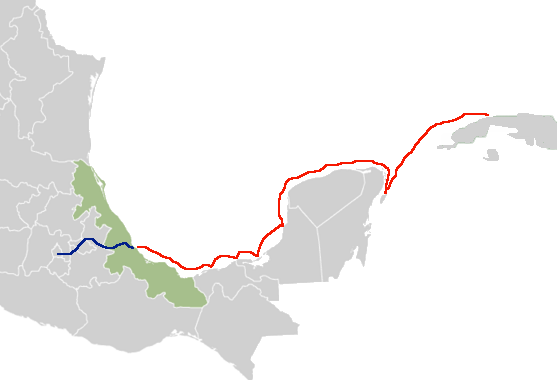
Cortés' route naar Tenochtitlán
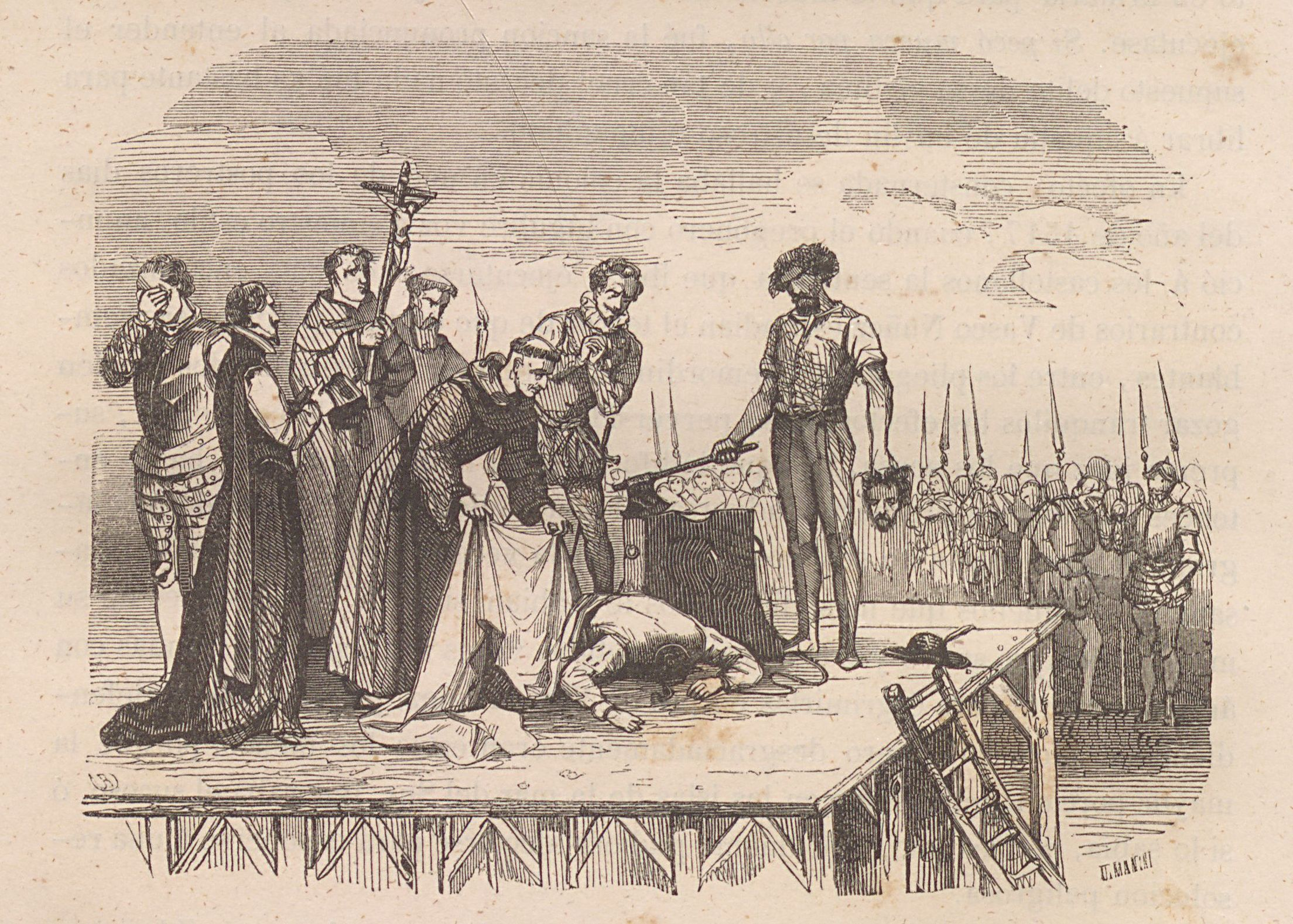
Executie van Vasco Nuñez de Balboa
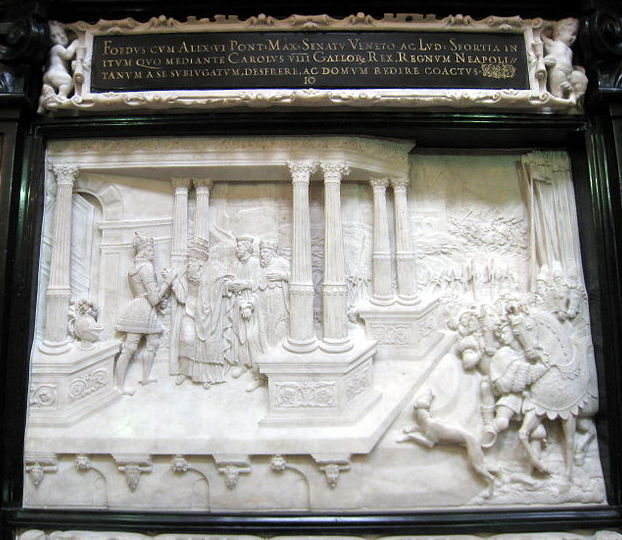
grafmonument voor keizer Maximiliaan I
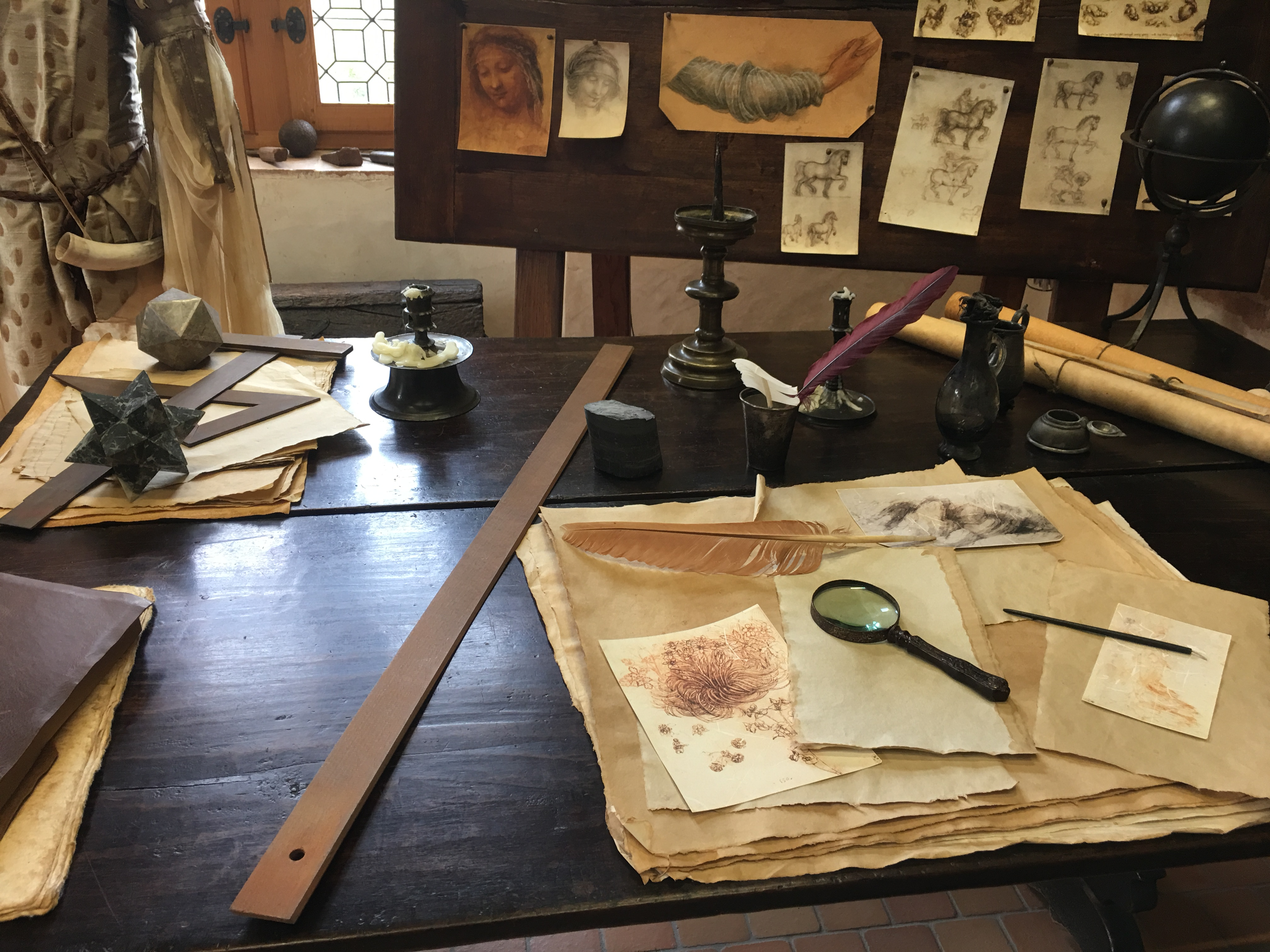
Clos Lucé, sterfplaats van Leonardo da Vinci, nu ingericht als museum

## Geboren
- 18 januari - Isabella van Polen, Pools prinses, echtgenote van Johan II Sigismund Zápolya
- 5 februari - René van Chalon, Nederlands staatsman
- 15 februari - Pedro Menéndez de Avilés, Spaans ontdekkingsreiziger en kolonist
- 16 februari - Gaspard de Coligny, Frans edelman en legerleider
- 17 februari - Frans van Guise, Frans veldheer
- 31 maart - Hendrik II, koning van Frankrijk (1547-1559)
- 13 april - Catharina de' Medici, echtgenote van Hendrik II
- 6 juni - Andrea Cesalpino, Italiaans arts en botanicus
- 11 of 12 juni - Cosimo I de' Medici, hertog van Florence en groothertog van Toscane (1537-1574)
- 15 juni - Henry FitzRoy, Engels edelman
- 23 juni - Johannes Goropius Becanus, Zuid-Nederlands filosoof
- 24 juni - Theodorus Beza, Frans theoloog
- 20 juli - Innocentius IX, paus (1591)
- 23 september - Frans van Bourbon-Condé, Frans edelman
- 11 oktober - Hendrik Bloeyman, Zuid-Nederlands edelman
- Dragpa Päljor, Tibetaans religieus leider
- Eleanor Brandon, Engels edelvrouw
- Remigius Driutius, Nederlands prelaat
- Thomas Gresham, Engels handelaar en bankier
- Jamyang Sönam Sangpo, Tibetaans religieus leider
- Gilbert van Schoonbeke, Zuid-Nederlands ondernemer
- Catherine Willoughby, Engels edelvrouw
- Frans Floris I, Zuid-Nederlands schilder (jaartal bij benadering)
- Pieter Huys, Zuid-Nederlands schilder (jaartal bij benadering)
- Elbertus Leoninus, Noord-Nederlands politicus (jaartal bij benadering)
- Anthonis Mor van Dashorst, Nederlands schilder (jaartal bij benadering)

## Overleden
- 12 januari - Maximiliaan I (59), koning en keizer van Duitsland (1493/1508-1519) en aartshertog van Oostenrijk (1493-1519)
- 21 januari - Luigi d'Aragona (44), Italiaans kardinaal
- 21 januari - Vasco Núñez de Balboa (~43), Spaans conquistador
- 29 maart - Francesco II Gonzaga (52), markgraaf van Mantua
- 30 maart - Bianca van Monferrato (~36), Italiaans edelvrouw
- 15 april - Hendrik van Württemberg (70), Duits edelman
- 2 mei - Leonardo da Vinci (67), Italiaans kunstenaar en wetenschapper
- 4 mei - Lorenzo II de' Medici (26), Italiaans edelman
- 13 mei - Artus Gouffier de Boisy (44), Frans staatsman
- 24 juni - Lucrezia Borgia (39), Italiaans edelvrouw
- 30 juni - Jan de Deckere, Zuid-Nederlands politicus
- 11 augustus - Johann Tetzel (~54), Duits aflaatprediker
- 14 augustus - Jan I van der Mark-Lummen, Zuid-Nederlands edelman
- 19 augustus - Sippe van Meckema, Fries bestuurder
- 8 september - Hojo Soun (~87), Japans daimyo
- 9 september - René de Prie (~68), Frans kardinaal
- 27 november - Antoine Bohier (~57), Frans prelaat
- 1 december - Isabeau de Herzelle, Zuid-Nederlands abdis
- Alexander Bening (~75), Zuid-Nederlands schilder
- Andries Boelens (~64), Noord-Nederlands politicus
- Juan de Flandes, Zuid-Nederlands-Spaans schilder
- Anton I van Ligny, Frans edelman
- Filips V van Waldeck-Landau, Duits geestelijke (jaartal bij benadering)

## Trivia
- De opera Ernani van Giuseppe Verdi speelt rond 1519.
- De film The Road to El Dorado gaat over 2 conquistadors die in 1519 El Dorado vinden.